# Stav Shaffir
Stav Shaffir (en hébreu : סתיו שפיר, née le 17 mai 1985) est une militante et femme politique israélienne. Elle est la plus jeune membre de la Knesset dans l'histoire d'Israël.
Shaffir est reconnue comme l'un des membres les plus actifs de l'opposition de gauche. Elle est célèbre pour sa lutte contre la corruption gouvernementale, la promotion de politiques sociales pour réduire les prix du logement et pour promouvoir une plus grande transparence dans l'allocation des budgets. Shaffir est entrée en politique après être devenue une organisatrice des manifestations sociales qui ont eu lieu en Israël en 2011 contre les prix élevés du logement et les restrictions budgétaires dans l'État-providence. Shaffir est arrivée en deuxième place au Parti travailliste en 2015, seulement derrière Shelly Yachimovich. Elle quitte le Parti travailliste en 2019 et devient cheffe du Mouvement vert.

## Biographie
Shaffir est née à Netanya et est d'origine irakienne, lituanienne, polonaise et roumaine. Shaffir était rédactrice du magazine Bamahane dans les Forces de défense israéliennes. Après la fin de son service militaire, Shaffir a obtenu la bourse Olive Tree pour poursuivre son diplôme dans un programme conjoint avec des étudiants palestiniens à la City University de Londres. Pendant sept ans, avant de commencer sa carrière politique, Shaffir a travaillé en tant que rédactrice et journaliste pour plusieurs médias, y compris National Geographic, Mako et Yediot Aharonot,

## Activisme politique
Avec Daphni Leef et Itzik Shmuli, Shaffir a été la fondatrice, organisatrice et chef non officielle des manifestations sociales de 2011 en Israël, (comparable au mouvement 15-M en Espagne et Occupy Wall Street aux États-Unis). Lors de ces manifestations, plus de 500 000 personnes sont sorties dans la rue pour manifester contre les prix élevés du logement, la corruption et l'effondrement de l'État providence. Shaffir est également devenue la porte-parole du mouvement. Un débat télévisé avec la membre de la Knesset Miri Regev, membre du parti de droite Likoud, a catapulté Shaffir dans la sphère publique. En plus de l'organisation des manifestations, Shaffir s’est consacrée à faire du lobbying au Parlement pour promouvoir des politiques sociales jusqu'à ce qu'elle annonce son intention de devenir membre de la Knesset en 2012,.

## Parcours politique
En 2012, le Parti travailliste lui propose de rejoindre le parti pour se présenter aux prochaines élections législatives. Shaffir présente officiellement sa candidature en octobre 2012,. Elle devient la première figure du mouvement social de 2011 à entrer en politique, avant qu'Itzik Shmuli se présente lui aussi sur la liste du Parti travailliste. Elle est choisie en 9e position, puis monte en 8e position après la démission d'Amir Peretz qui rejoint le parti Hatnuah, tout juste créé,. Elle est élue à la Knesset lors de l'élection du 22 janvier 2013.
Après les primaires du 13 janvier 2015, Shaffir s'est classée deuxième et occupe ainsi la troisième place sur la liste interne du parti (après le chef du parti Isaac Herzog et Shelly Yachimovich). Dans la liste commune entre le parti travailliste et Hatnuah, Shaffir obtient la quatrième place en raison de la position de Tzipi Livni, dirigeante de Hatnuah, derrière Herzog.
Initialement élue à l'âge de 27 ans, elle a été la plus jeune femme membre de la Knesset de tous les temps. Shaffir est également la membre de la Knesset avec le patrimoine net le plus bas - un total de seulement 20 000 $ - et ne possède ni appartement ni voiture. Elle a été l'un des huit députés à renoncer à leur augmentation de salaire en 2015, en la qualifiant de « désagréable » alors que les salaires sur le marché du travail israélien stagnent.
Shaffir est candidate en 4e position sur la liste du Parti travailliste pour les élections législatives d'avril 2019 et est réélue à la Knesset. Mais ces élections sont un échec pour le parti qui obtient 4,4 % des voix et 6 députés à la Knesset, le plus mauvais score de son histoire. Le président du parti, Avi Gabbay, se met en retrait de la politique et ne se représente donc pas à l'élection pour la direction du parti de juillet 2019. Shaffir est candidate à la présidence et recueille 27 % des voix, en deuxième position derrière Amir Peretz qui, avec 47 % des voix, est élu président.
En juillet 2019, Shaffir quitte le Parti travailliste et rejoint le Mouvement vert qui s'allie avec le Meretz au sein de l'Union démocratique pour les élections législatives de septembre 2019. Shaffir est en deuxième position sur la liste et est élue à la 22e Knesset. En janvier 2021, elle est réélue présidente du Mouvement vert.

## Transparence financière
L'accomplissement le plus important de Shaffir au cours de son premier mandat a consisté à établir une plus grande transparence financière dans le budget de l'État israélien en tant que membre du Comité des finances de la Knesset. Pour la première fois depuis 30 ans, le ministère des Finances a accepté de publier les transferts budgétaires en ligne avant les réunions, afin que les membres de la Knesset et les électeurs puissent suivre les flux de trésorerie. Auparavant, la direction du Comité des finances s'attendait à ce que les membres votent sur les transferts budgétaires en milliards de shekels sans révision ni une documentation adéquate,,.

## Comité de l'OCDE sur la transparence du gouvernement
En 2017, Mme Shaffir forme, au sein de l'OCDE, le forum sur l'intégrité et la transparence. Le forum est une initiative conjointe dirigée par Shaffir, le ministère israélien des Affaires étrangères et le représentant de l'OCDE en Israël. La tâche de ce comité est de partager les connaissances, la recherche et les méthodes entre les différents parlements à travers le monde, dans le but d'exposer et de mettre fin à la corruption politique. La première réunion a eu lieu à Paris, le 12 février 2017, à laquelle des représentants de plus de 90 pays différents ont participé. 